# Kỷ Thục phi (Minh Hiến Tông)
Hiếu Mục Kỷ Thái hậu (chữ Hán: 孝穆紀太后; 1451 - 1475), cũng gọi Kỷ Thục phi (紀淑妃) hoặc Hiếu Mục Hoàng hậu (孝穆皇后), là một phi tần của Minh Hiến Tông Chu Kiến Thâm và là sinh mẫu của Minh Hiếu Tông Chu Hựu Đường.

## Thân thế
Căn cứ vào Minh sử cùng Minh thực lục, Kỷ thị sinh khoảng Cảnh Thái thứ 2 (1451), là người Dao, là con gái một quan viên địa phương vùng man (Thổ quan; 土官) vùng Lý Đường trại (李糖寨; nay là khu vực Liên Sơn, Thanh Viễn của tỉnh Quảng Đông). Vào lúc này cha mẹ Kỷ thị đều mất sớm, thế là bà được thân quyến ở huyện Hạ (賀縣), nay là Hạ Châu thuộc tỉnh Quảng Tây.
Năm Thành Hóa thứ 2 (1466), nhà Minh mở cuộc chinh phạt các dân tộc thiểu số ở Quảng Tây (1466), Kỷ thị cùng rất nhiều người bị bắt về Tử Cấm Thành làm tù binh. Nhưng vì Kỷ thị thông minh, nhanh nhẹn nên được giao chức Nữ quan, có nhiệm vụ quản lý Nội tàng khố trong cung. Minh Hiến Tông vô tình bắt gặp Kỷ thị và sủng hạnh. Sau đó liền mang thai.

## Sinh hạ hoàng tử
Năm Thành Hoá thứ 6 (1470), ngày 3 tháng 7 (tức ngày 30 tháng 7 dương lịch), Kỷ thị hạ sinh được một người con trai, đó là Chu Hựu Đường (朱祐樘).
Khi nghe tin mình có thai, Kỷ thị hoảng sợ mà dùng thuốc phá thai nhưng không thành. Tin một cung nhân phá thai sau đó đã lan đến tai của Vạn Quý phi, một ái phi của Hiến Tông. Minh sử ghi lại, Vạn Quý phi vì sợ bị thất sủng mà thường hay ra tay hại các Hoàng tử của Hiến Tông. Nghe tin Kỷ thị vì phá thai hỏng mà sinh bệnh, Vạn Quý phi đã sai người khám để chứng thực hư. Người cung nữ đó thương xót Kỷ thị nên đã nói dối với Vạn Quý phi rằng Kỷ thị mắc bệnh nên bụng phình trương ra. Quý phi tin vậy, nên sai Thái giám Trương Mẫn đưa Kỷ thị vào An Lạc đường cư trú. Nhờ đó giữ được mạng sống của đứa bé.
Khi Kỷ thị sinh ra, trông thấy là một Hoàng tử thì rất hoảng sợ. Bà cầu xin Thái giám Trương Mẫn dìm đứa bé đi, Trương Mẫn nói: ["Hoàng đế không có nhi tử, có thể nào làm như vậy!?"]. Thế là Trương Mẫn đem giấu đứa bé ở trong chỗ của mình, gạt Quý phi mà đem mật đút cho đứa bé. Khi ấy Hoàng hậu Ngô thị của Hiến Tông cũng bị phế đến Tây cung, nên bà chăm sóc cho Chu Hựu Đường chu đáo. Vào lúc đó, con của Bách Hiền phi là Hoàng nhị tử Chu Hựu Cực nhưng bị Quý phi hại chết, nên Chu Hựu Đường trở thành Hoàng trưởng tử của Hiến Tông, nhưng bản thân ông không biết điều này. Năm thứ 11 (1475), Hiến Tông triệu Trương Mẫn vào cung hầu hạ rồi than: ["Ta đã già mà không có nổi một đứa con để nối dõi!"]. Trương Mẫn nhân đó kể lại chuyện mẹ con Kỷ thị, người sinh được Hoàng trưởng tử.
Minh Hiến Tông mừng rỡ phái người đón đứa bé vào cung, khi sứ giả đến thì Kỷ thị ôm con của mình mà khóc, nói: ["Con đi đi, ta chỉ sợ không sống được. Nhìn thấy người nào mặc áo Bào màu vàng, ấy chính là Phụ hoàng của con"]. Khi ấy Chu Hựu Đường chập chững mặc áo, khi gặp Hiến Tông thì ôm chầm lấy, Hiến Tông vui vẻ cực điểm mà hạ chỉ tế cáo Tổ tông. Sau đó, Kỷ thị được chuyển đến sống tại Vĩnh Thọ cung trong Tây Lục cung. Khi nghe được tin này, Vạn Quý phi ngày đêm khóc mà nói: ["Các người các ngươi đều lừa gạt ta!"]. Không lâu sau đó, tháng 6 (ÂL), Kỷ thị đột ngột qua đời, Minh sử ghi rằng có tin đồn là do chính Vạn Quý phi đã hạ sát bà. Thái giám Trương Mẫn sau khi nghe Kỷ phi bạo bệnh thì cũng nuốt vàng tự sát. Minh Hiến Tông đã truy phong cho Kỷ thị làm Cung Khác Trang Hy Thục phi (恭恪莊僖淑妃).

## Hậu sự
Sau cái chết của Kỷ Thục phi, Hoàng tử Chu Hựu Đường được tấn lập làm Hoàng thái tử, chuyển đến Nhân Thọ cung của Hiếu Túc Thái hậu Chu thị để đảm bảo an toàn.
Một ngày, Vạn Quý phi triệu Thái tử đến cung của mình dùng cơm, Chu Thái hậu dặn riêng Thái tử cứ đi đến nhưng không ăn hay uống bất kỳ thứ gì. Khi Thái tử đến cung của Vạn Quý phi, ban đồ ăn hoặc dâng tiến canh ngọt đều bị từ chối. Vạn Quý phi tức giận mà nói: ["Đứa nhỏ này còn bé thế đã như vậy. Sau này tất bất lợi cho ta"]. Vì thế, Quý phi xúi Hiến Tông phế Thái tử, lập Hưng vương Chu Hữu Nguyên thay thế. Khi Hiến Tông muốn ngả theo, thì các Thái giám Hoài Ân liên kết Khâm thiên giám nói Thái Sơn có động, ứng điềm về Đông Cung. Minh Hiến Tông lúc này sợ hãi, không dám trái ý trời nên không nghe Quý phi nữa. Vạn Quý phi ngày càng lo sợ nên sinh bệnh rồi mất.
Năm Thành Hóa thứ 23 (1487), Minh Hiến Tông băng hà, Hoàng thái tử Chu Hựu Đường, tức Minh Hiếu Tông. Vừa khi lên ngôi, Hiếu Tông đã truy tôn cho mẹ mình thụy hiệu mới là Hiếu Mục Từ Huệ Cung Khác Trang Hy Sùng Thiên Thừa Thánh Hoàng thái hậu (孝穆慈慧恭恪莊僖崇天承聖皇太后), cải táng tại Mậu lăng (茂陵) cùng với Hiến Tông, biệt thờ tại Phụng Từ điện (奉慈殿).
Ông hoài niệm mẹ mình, nên thử cho tìm thân nhân họ Kỷ, phát hiện được 2 người tên Kỷ Phụ Quý (紀父貴) cùng Kỷ Tổ Vượng (紀祖旺) là em của Thái hậu, cho đổi thành "Kỷ Quý" và "Kỷ Vượng", phong làm Cẩm y vệ Chỉ huy Đồng trị và Thiêm sự, đồng thời căn cứ lời của Quý và Vượng để truy phong 3 đời. Nhưng vốn bà là bị bắt vào cung, chỉ biết mang họ Kỷ người huyện Hạ mà không có thân thích, nhiều người đều biết, và lợi dụng để tự xưng là thân thích của Kỷ Thái hậu. Khi Hiếu Tông truy tìm tông tích, có Thái giám Lục Khải (陸愷) vốn họ Lý, tự thấy Lý và Kỷ đồng âm, nên xưng là anh của Thái hậu, cuối cùng khi Hiếu Tông tra ra sự thật thì đến Kỷ Quý cùng Kỷ Vượng đều không phải tộc nhân của Thái hậu, nên bị đoạt chức và biếm truất, những ai có liên quan cũng bị liên lụy. Từ đó Hiếu Tông khổ sở cầu thông tin nhà mẹ của Kỷ Thái hậu, nhưng đều không được. Hết cách, vào năm Hoằng Trị thứ 3 (1490), Minh Hiếu Tông phải làm theo cách mà Minh Thái Tổ Chu Nguyên Chương truy phong cha mẹ của Mã Hoàng hậu, đành phải truy tặng danh dự cha của Kỷ thị (không rõ tên) làm Quan lộc đại phu, Trụ quốc, tước Khánh Nguyên bá (慶元伯), còn mẹ (không rõ tên) cũng là Bá Phu nhân, lập miếu ở Quế Lâm.
Năm Gia Tĩnh thứ 15 (1536), Minh Thế Tông Chu Hậu Thông đã xử lý xong Đại lễ nghị. Lúc này Thế Tông theo vai vế là cháu gọi Hiếu Tông bằng bác, cho nên đã rút bớt đi chữ ["Thái"; 太] trong thuỵ của bà. Vì thế, thuỵ chính thức của bà là Hiếu Mục Từ Huệ Cung Khác Trang Hy Sùng Thiên Thừa Thánh Hoàng hậu (孝穆慈慧恭恪莊僖崇天承聖皇后).